# Мухин, Николай Иванович
Николай Иванович Мухин (7 (19) января 1863—1926) — российский врач, психиатр и невролог, преподаватель, научный писатель.

## Биография
Среднее образование получил в Харьковской гимназии (вып. 1882). В 1887 году окончил медицинский факультет Императорского Харьковского университета и по 1892 год состоял в нём ассистентом на кафедре нервных и душевных болезней, а с 1892 по 1895 год был приват-доцентом по той же кафедре. В 1892 году он получил степень доктора медицины и в 1894 году был командирован за границу. В 1895 году назначен доцентом кафедры частной патологии в Варшавском императорском университете и через несколько месяцев был назначен профессором по той же кафедре и её заведующим, сменив П. А. Преображенского.
Напечатал около 30 работ, из которых наиболее известны следующие: «К учению о гистологическом строении продолговатого мозга» (Харьков, 1892, диссертация); «Отравления, как причина нервных болезней» («Записки Харьковского Университета», 1893); «Токсический спастический паралич» (монография, Харьков, 1896); «Невропатичная наследственность» («Варшавские Университетские Известия», 1900); «К строению центрального серого вещества головного мозга» («Неврологический Вестник» и «Internat. Monatsschr. für Anatomie und Physiologie», 1901); «Очерк психологии самоубийства» («Варшавские Университетские Известия», 1903).